# Wereldkampioenschappen schoonspringen 2011
De wereldkampioenschappen schoonspringen 2011 werden van 16 tot en met 24 juli 2011 gehouden in het Shanghai Oriental Sports Center in Shanghai, China. Het toernooi was integraal onderdeel van de wereldkampioenschappen zwemsporten 2011.

## Programma
| V | Voorronde | HF | Halve finale | Goud | Finale |

| Onderdeel                | Juli | Juli | Juli | Juli | Juli | Juli | Juli | Juli | Juli | Juli | Juli | Juli | Juli | Juli | Juli | Juli | Juli | Juli |
| Onderdeel                | 16   | 16   | 17   | 17   | 18   | 18   | 19   | 19   | 20   | 20   | 21   | 21   | 22   | 22   | 23   | 23   | 24   | 24   |
| ------------------------ | ---- | ---- | ---- | ---- | ---- | ---- | ---- | ---- | ---- | ---- | ---- | ---- | ---- | ---- | ---- | ---- | ---- | ---- |
| 1 m plank (m)            | V    | V    |      |      | Goud | Goud |      |      |      |      |      |      |      |      |      |      |      |      |
| 3 m plank (m)            |      |      |      |      |      |      |      |      |      |      | V    | HF   | Goud | Goud |      |      |      |      |
| 10 m toren (m)           |      |      |      |      |      |      |      |      |      |      |      |      |      |      | V    | HF   | Goud | Goud |
| 3 m plank synchroon (m)  |      |      |      |      |      |      | V    | Goud |      |      |      |      |      |      |      |      |      |      |
| 10 m toren synchroon (m) |      |      | V    | Goud |      |      |      |      |      |      |      |      |      |      |      |      |      |      |
|                          |      |      |      |      |      |      |      |      |      |      |      |      |      |      |      |      |      |      |
| 1 m plank (v)            |      |      | V    | V    |      |      | Goud | Goud |      |      |      |      |      |      |      |      |      |      |
| 3 m plank (v)            |      |      |      |      |      |      |      |      |      |      |      |      | V    | HF   | Goud | Goud |      |      |
| 10 m toren (v)           |      |      |      |      |      |      |      |      | V    | HF   | Goud | Goud |      |      |      |      |      |      |
| 3 m plank synchroon (v)  | V    | Goud |      |      |      |      |      |      |      |      |      |      |      |      |      |      |      |      |
| 10 m toren synchroon (v) |      |      |      |      | V    | Goud |      |      |      |      |      |      |      |      |      |      |      |      |
| Totaal                   | 1    | 1    | 1    | 1    | 2    | 2    | 2    | 2    |      |      | 1    | 1    | 1    | 1    | 1    | 1    | 1    | 1    |

## Medailles

### Mannen
| Onderdeel   | Goud               | Goud        | Zilver                           | Zilver      | Brons                                   | Brons       |
| Individueel | Individueel        | Individueel | Individueel                      | Individueel | Individueel                             | Individueel |
| ----------- | ------------------ | ----------- | -------------------------------- | ----------- | --------------------------------------- | ----------- |
| 1 m plank   | Li Shixin          | CHN         | He Min                           | CHN         | Pavlo Rozenberg                         | GER         |
| 3 m plank   | He Chong           | CHN         | Ilja Zacharov                    | RUS         | Jevgeni Koeznetsov                      | RUS         |
| 10 m toren  | Qiu Bo             | CHN         | David Boudia                     | USA         | Sascha Klein                            | GER         |
| Synchroon   |                    |             |                                  |             |                                         |             |
| 3 m plank   | Qin Kai Luo Yutong | CHN         | Ilja Zacharov Jevgeni Koeznetsov | RUS         | Yahel Castillo Julián Sánchez           | MEX         |
| 10 m toren  | Qiu Bo Huo Liang   | CHN         | Patrick Hausding Sascha Klein    | GER         | Oleksandr Gorsjkovozov Oleksandr Bondar | UKR         |

### Vrouwen
| Onderdeel   | Goud                 | Goud        | Zilver                       | Zilver      | Brons                             | Brons       |
| Individueel | Individueel          | Individueel | Individueel                  | Individueel | Individueel                       | Individueel |
| ----------- | -------------------- | ----------- | ---------------------------- | ----------- | --------------------------------- | ----------- |
| 1 m plank   | Shi Tingmao          | CHN         | Wang Han                     | CHN         | Tania Cagnotto                    | ITA         |
| 3 m plank   | Wu Minxia            | CHN         | He Zi                        | CHN         | Jennifer Abbel                    | CAN         |
| 10 m toren  | Chen Ruolin          | CHN         | Hu Yadan                     | CHN         | Paola Espinosa                    | MEX         |
| Synchroon   |                      |             |                              |             |                                   |             |
| 3 m plank   | Wu Minxia He Zi      | CHN         | Émilie Heymans Jennifer Abel | CAN         | Anabelle Smith Sharleen Stratton  | AUS         |
| 10 m toren  | Wang Hao Chen Ruolin | CHN         | Alexandra Croak Melissa Wu   | AUS         | Christina Steuer Nora Subschinski | GER         |

### Medaillespiegel
| Plaats | Land             | Goud | Zilver | Brons | Totaal |
| 1      | China            | 10   | 4      | 0     | 14     |
| 2      | Rusland          | 0    | 2      | 1     | 3      |
| 3      | Duitsland        | 0    | 1      | 3     | 4      |
| 4      | Australië        | 0    | 1      | 1     | 2      |
| 4      | Canada           | 0    | 1      | 1     | 2      |
| 5      | Verenigde Staten | 0    | 1      | 0     | 1      |
| 7      | Mexico           | 0    | 0      | 2     | 2      |
| 8      | Italië           | 0    | 0      | 1     | 1      |
| 8      | Oekraïne         | 0    | 0      | 1     | 1      |
| Totaal | Totaal           | 10   | 10     | 10    | 30     |